# Độ dốc

Độ dốc của một đường thẳng trên một mặt phẳng được định nghĩa là tỉ lệ giữa sự thay đổi ở tọa độ y chia cho sự thay đổi ở tọa độ x,

Trong toán học, độ dốc, hệ số góc  (tiếng Anh: Slope) hay còn gọi là gradient là một đường thẳng biểu diễn độ dốc hay grat. Giá trị của độ dốc càng cao thì độ nghiêng của đường thẳng càng cao. Độ dốc thường được mô tả là tỉ lệ của sự gia tăng giữa hai điểm trên trục y của đường thẳng chia cho sự gia tăng giữa hai điểm trên trục x của đường thẳng đó. Trong toán học, độ dốc m (hoặc i) của một đường thẳng chính là 
{\displaystyle i=m={\frac {y_{2}-y_{1}}{x_{2}-x_{1}}}.}
Khái niệm độ dốc được áp dụng trực tiếp trong grat hay gradient trong hình học và kĩ thuật xây dựng dân dụng.

## Khái niệm
Độ dốc của một đường thẳng trên một mặt phẳng chứa hai trục x và y được biểu diễn bằng chữ cái m, và được định nghĩa là sự thay đổi tọa độ y chia cho sự thay đổi tọa độ x, giữa hai điểm khác biệt trên đường thẳng. Độ dốc được biểu diễn bằng phương trình dưới đây:
{\displaystyle m={\frac {\Delta y}{\Delta x}}={\frac {\text{rise}}{\text{run}}}.}
(Chữ cái Hy Lạp delta "Δ" được sử dụng trong toán học để chỉ "sự khác biệt" hay "sự thay đổi")
Với hai điểm (x1,y1) và (x2,y2), sự thay đổi của x sẽ là x2 − x1, sự thay đổi của y sẽ là y2 − y1. Thay các giá trị trên vào phương trình trên ta sẽ được:
{\displaystyle m={\frac {y_{2}-y_{1}}{x_{2}-x_{1}}}.}
Công thức này không thể áp dụng được nếu đường thẳng đứng, song song với trục y, khi đó độ dốc có thể được coi là vô hạn, vì vậy độ dốc của một được thẳng đứng được xem là không thể xác định được.

### Ví dụ
- Giả sử một đường thẳng chạy qua hai điểm P = (1, 2) và Q = (13, 8). Chúng ta có thể tìm độ dốc bằng cách chia sự thay đổi của tọa độ y cho sự thay đổi ở tọa độ x:

{\displaystyle m={\frac {\Delta y}{\Delta x}}={\frac {y_{2}-y_{1}}{x_{2}-x_{1}}}={\frac {8-2}{13-1}}={\frac {6}{12}}={\frac {1}{2}}.}
- Một ví dụ khác, giả sử một đường thẳng chạy qua các điểm (4, 15) và (3, 21). Độ dốc của đường thẳng sẽ là

{\displaystyle m={\frac {21-15}{3-4}}={\frac {6}{-1}}=-6.}